# Hyènes (film)
Pour les articles homonymes, voir Hyènes et Les Hyènes.
Pour plus de détails, voir Fiche technique et Distribution.
Hyènes (en wolof Ramatou, La Bonniche) est un film sénégalais réalisé par Djibril Diop Mambéty, projeté au Festival de Cannes en compétition officielle en 1992. Il est le second et le dernier film de Djibril Diop Mambéty.

## Synopsis
Le scénario se base sur la transposition dans le contexte africain de la pièce de théâtre La Visite de la vieille dame de Dürenmatt. Colobane, une petite cité endormie dans la chaleur poussiéreuse du Sahel, fantôme d’une ville au charme foudroyé par la misère. On annonce le retour, après trente années d’absence, de Linguère Ramatou, devenue multi-millionnaire, « plus riche que la Banque mondiale ». Linguère arrive en train, majestueuse et vêtue de noir et or. Les anciens espérant qu'elle sera la bienfaitrice du village nomment un bel épicier, Dramaan, comme maire. Ils espèrent qu'il saura la courtiser et ainsi encouragera sa générosité. En fait, Linguère est de retour avec l'intention de partager ses millions avec le village, mais seulement en échange d'une action inattendue. La foule se précipite avec au premier rang Draman qui fut jadis son amant. Linguère confirme qu’elle va faire pleuvoir ses largesses sur la ville et lui redonner vie à une seule condition : que Draman soit condamné à mort, car il l’a autrefois trahie. Elle était partie « en plein hivernage sous les ricanements de la population avec sa grossesse avancée », œuvre du jeune Dra-maan Drameh, qui s'était disculpé d'une encombrante paternité grâce aux faux témoignages de ses copains.

## Fiche technique
- Réalisateur : Djibril Diop Mambéty
- Scénario : Djibril Diop Mambéty, d'après la pièce de Friedrich Dürrenmatt La Visite de la vieille dame (1955)
- Photographie : Matthias Kälin
- Son : Maguette Salla
- Costumes : Oumou Sy
- Montage : Loredana Cristelli
- Musique : Wasis Diop
- Producteurs : Pierre-Alain Meier et Alain Rozanes
- Sociétés de production : ADR Productions / Thelma Film AG / Maag Daan
- Société de distribution : MKL et JHR Films (reprise)
- Langue : français et wolof (version originale en wolof et version française en Dolby Stéréo 2.0)
- Durée : 110 minutes
- Dates de sortie :
  -  France : 13 mai 1992 (Festival de Cannes) / 10 février 1993 (sortie nationale)

## Distribution
- Mansour Diouf : Dramaan Drameh
- Ami Diakhate : Linguère Ramatou
- Mamadou Mahourédia Gueye : le maire
- Djibril Diop Mambéty : Gaana, le juge
- Omar Ba dit "Baye Peul" : le chef du protocole
- Issa Samb : le professeur
- Faly Gueye : la femme de Draman Drameh
- Rama Tiaw : la femme du maire
- Calgou Fall : le prêtre
- Kaoru Egushi : Toko
- Mbaba Diop de Refisque : le seigneur de la plume
- Abdoulaye Yaba Diop : le médecin

## Restauration
Tourné en 35 mm, Hyènes est développé et étalonné en 1991 et 1992 chez GTC à Joinville-le-Pont. Il est en compétition officielle au Festival de Cannes 1992. La dernière copie positive est tirée en 2000 pour une projection de prestige au Festival international du film de Locarno. Le producteur du film Pierre-Alain Meier s'engage en 2017 dans sa restauration avec le Laboratoire Eclair Cinéma de Vanves, si bien qu'il est projeté dans la section Cannes Classics en 2018 et paraît en dvd/blu-ray en 2019.